# Mijaíl Yevstáfiev

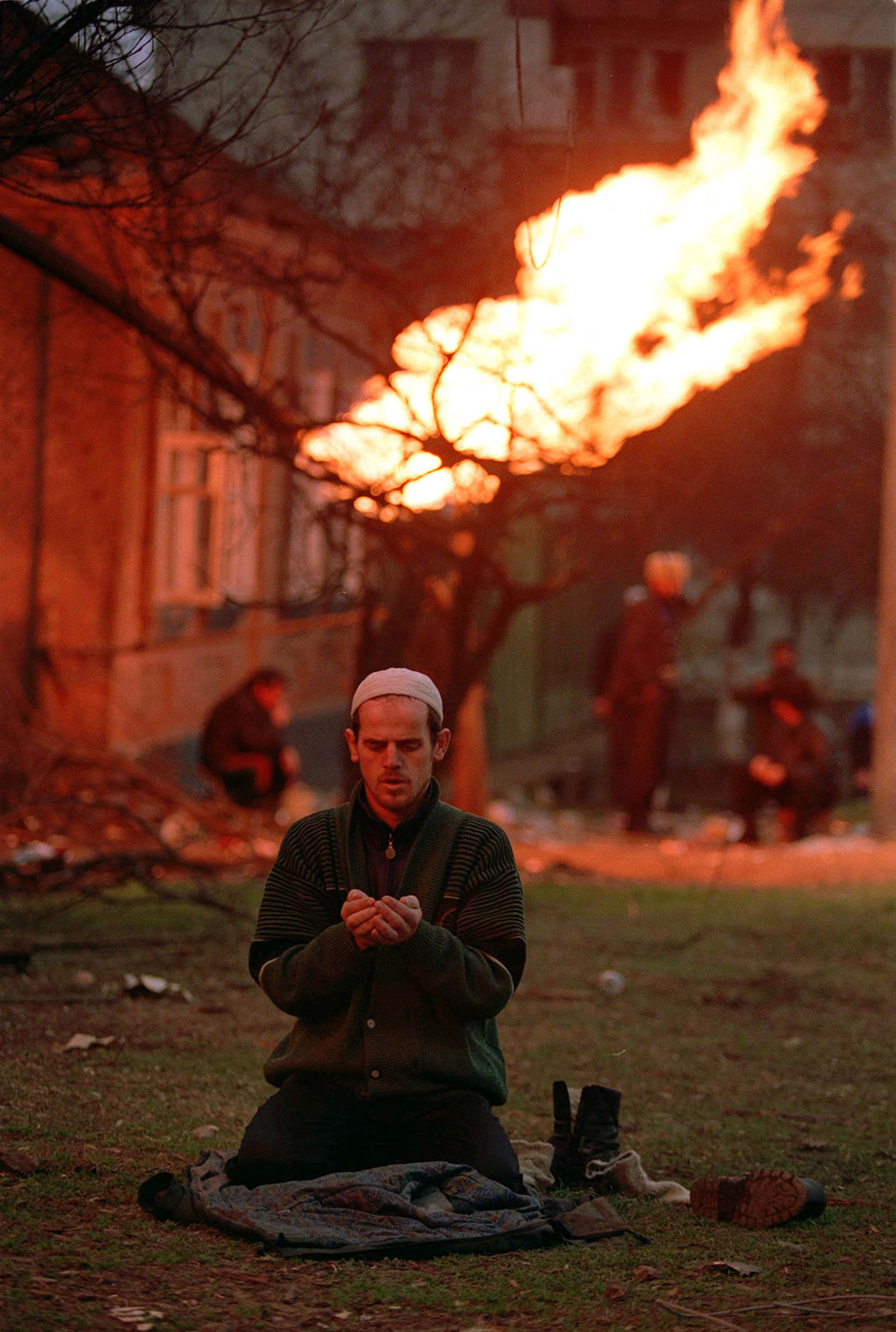
Un checheno reza durante la batalla de Grozny. Las llamas del fondo proceden de un gasoducto alcanzado por la metralla. Fotografía por Mijaíl Yevstáfiev (enero de 1995).

Mijaíl Aleksándrovich Yevstáfiev (ruso: Михаи́л Алекса́ндрович Евста́фьев; Moscú, 1963) es un artista, fotógrafo y escritor ruso.
A fines de los años 1980 se presentó como voluntario para servir en Afganistán. Estuvo dos años con el Ejército Rojo estacionado en Kabul. Años después publicaría la novela A dos pasos del cielo, sobre la Guerra de Afganistán (1978-1992). Como periodista estuvo en las guerras de Bosnia , Chechenia, Georgia, Nagorno-Karabaj, Tayikistán y Transnistria. 
Sus pinturas y fotografías están en colecciones en Austria, Gran Bretaña, Francia, Polonia, Rusia y los Estados Unidos.